# West Richland
West Richland – miasto w Stanach Zjednoczonych, w stanie Waszyngton, w hrabstwie Benton.